# بیکرز کورنرز (ویسکانسین)
بیکرز کورنرز (به انگلیسی: Bakers Corners) یک منطقهٔ مسکونی در ایالات متحده آمریکا بریستول است که در واقع شده‌است. بیکرز کورنرز ۲۸۱٫۰۳ متر بالاتر از سطح دریا واقع شده‌است.